# Alchemilla stenoleuca
Alchemilla stenoleuca är en rosväxtart som beskrevs av A. Plocek. Alchemilla stenoleuca ingår i släktet daggkåpor, och familjen rosväxter. Inga underarter finns listade i Catalogue of Life.